# لويجي راندازو
لويجي راندازو (مواليد 30 أبريل 1994) هو لاعب كرة طائرة إيطالي وهو عضو في منتخب إيطاليا لكرة الطائرة.

## وصلات خارجية
- لويجي راندازو على موقع الاتحاد الأوروبي (الإنجليزية)
- لويجي راندازو على موقع دوري الدرجة الأولى الإيطالي للكرة الطائرة - رجال (الإيطالية)